# A Grande Aventura
A Grande Aventura – A Rota dos Vulcões é uma adaptação do reality show Peking Express. 

Foi gravado durante 20 dias e emitido em apenas um episódio na TVI no dia 15 de Janeiro de 2012.

Seis concorrentes famosos são largados num local remoto do planeta com apenas um euro por dia para sobreviver. 
O Programa foi apresentado por Fernanda Serrano. 

## Duplas
- Joana Solnado e Tiago Aldeia
- Sara Prata e Luís Esparteiro
- Jani Zhao e Frederico Barata

## Audiências
10.8% de rating e 31.6% de quota de mercado